# Ashley (Dakota del Nord)
Ashley è un centro abitato (city) degli Stati Uniti d'America, capoluogo della Contea di McIntosh, nello Stato del Dakota del Nord. Nel censimento del 2000 la popolazione era di 882 abitanti. La città è stata fondata nel 1887.

## Geografia fisica
Secondo i rilevamenti dell'United States Census Bureau, la località di Ashley si estende su una superficie di 1,6 km², tutti occupati da terre.

## Popolazione
Secondo il censimento del 2000, ad Ashley vivevano 882 persone, ed erano presenti 258 gruppi familiari. La densità di popolazione era di 541 ab./km². Nel territorio comunale si trovavano 582 unità edificate. Per quanto riguarda la composizione etnica degli abitanti, il 98,41% era bianco, lo 0,34% era nativo, lo 0,91% proveniva dall'Asia e lo 0,34% apparteneva a due o più razze. La popolazione di ogni razza ispanica corrispondeva allo 0,91% degli abitanti.
Per quanto riguarda la suddivisione della popolazione in fasce d'età, il 12,0% era al di sotto dei 18, il 4,2% fra i 18 e i 24, il 14,4% fra i 25 e i 44, il 21,2% fra i 45 e i 64, mentre infine il 48,2% era al di sopra dei 65 anni di età. L'età media della popolazione era di 64 anni. Per ogni 100 donne residenti vivevano 82,2 maschi.